# 고대 한국어
고대 한국어(영어: Old Korean language)는 한국어가 처음으로 문증되는 단계 언어로, 훗날 중세 한국어로 발전한다. 한국어의 경우는 현존 방언과의 차이가 의사소통이 불가능할 만큼 심하지 않고 과거의 방언 자료를 구할 수 없으므로 과거 국가들의 수도 이전에 따른 언어사적 시대 구분이 불가능하다. 고대 한국어의 마지막은 1274년이라고 할 수 있으나, 한국조어에서 언제 분리되었는지는 알기 어렵다.
고대 한국어는 한자와 이두, 향찰, 금석문, 지명 자료를 통한 문헌적 연구방법과 고대 일본어로 차용된 어휘를 분석하는 계통학적 연구방법이 있다. 현존하는 가장 오래된 고대 한국어 기록은 광개토왕릉비, 중원 고구려비, 서봉총은합, 영일냉수리비, 울진 봉평리 신라비, 영천 청제비, 신라 적성비, 임신서기석, 고구려 평양성 석편, 경주 남산 신성비로 그 자료가 매우 적고 이들을 통해 알 수 있는 언어는 단편적이나 7세기 이후의 자료들이 반영하는 언어와 일치한다. 모든 언어사는 현존하는 자료에 그 언어사적 시작을 일치시키는 것이 관례이므로 고대 한국어의 시작을 이들 자료가 등장한 때로 본다.
삼국 시대 이전의 한국어는 자료가 많지 않아 그 모습을 명확히 알 수 없다. 또 삼국의 언어 중 고구려어와 백제어는 사서에서 나타나는 지명 및 인명의 한자 표기 등에서 약간의 형태소가 밝혀져 있을 뿐, 언어의 전체상은 파악하기 힘들다. 한편 신라어는 향가와 같은 언어자료가 비교적 많이 남아 있어, 이들에 비해 언어의 모습이 비교적 잘 파악되어 있다.
고대 한국어에 대한 자료는 일본과 중국을 비롯한 고문헌에 적지 않은 양이 남아 있으므로 이를 참고하는 연구가 도움이 된다. 하지만 이런 자료들은 고대 일본어에 대한 음운의 역사적 변화와 당시의 음운 인식, 고대 중국어의 음운론에 대한 이해가 없으면 원래 고대 한국어 어휘를 재현하기 쉽지 않다. 때문에 현재 고대 한국어 연구는 자료가 일본이나 중국에 있다는 점, 외국 고대어에 대한 높은 전문성이 요구된다는 점 때문에 원활한 연구가 이뤄지지 못하고 있다.
음소 체계 상에서는 중세 한국어보다 자음이 적을 것으로 보인다. 유형론적으로는 중세 한국어와 마찬가지로 SOV형 어순을 지닌 교착어이다. 그러나 고대 한국어에서 명사절과 용언 어간의 비통사적 활용이 확인되는 등, 후계 언어와 일부 유형론적 자질에서 차이점이 나타난다.

## 역사와 시대 구분

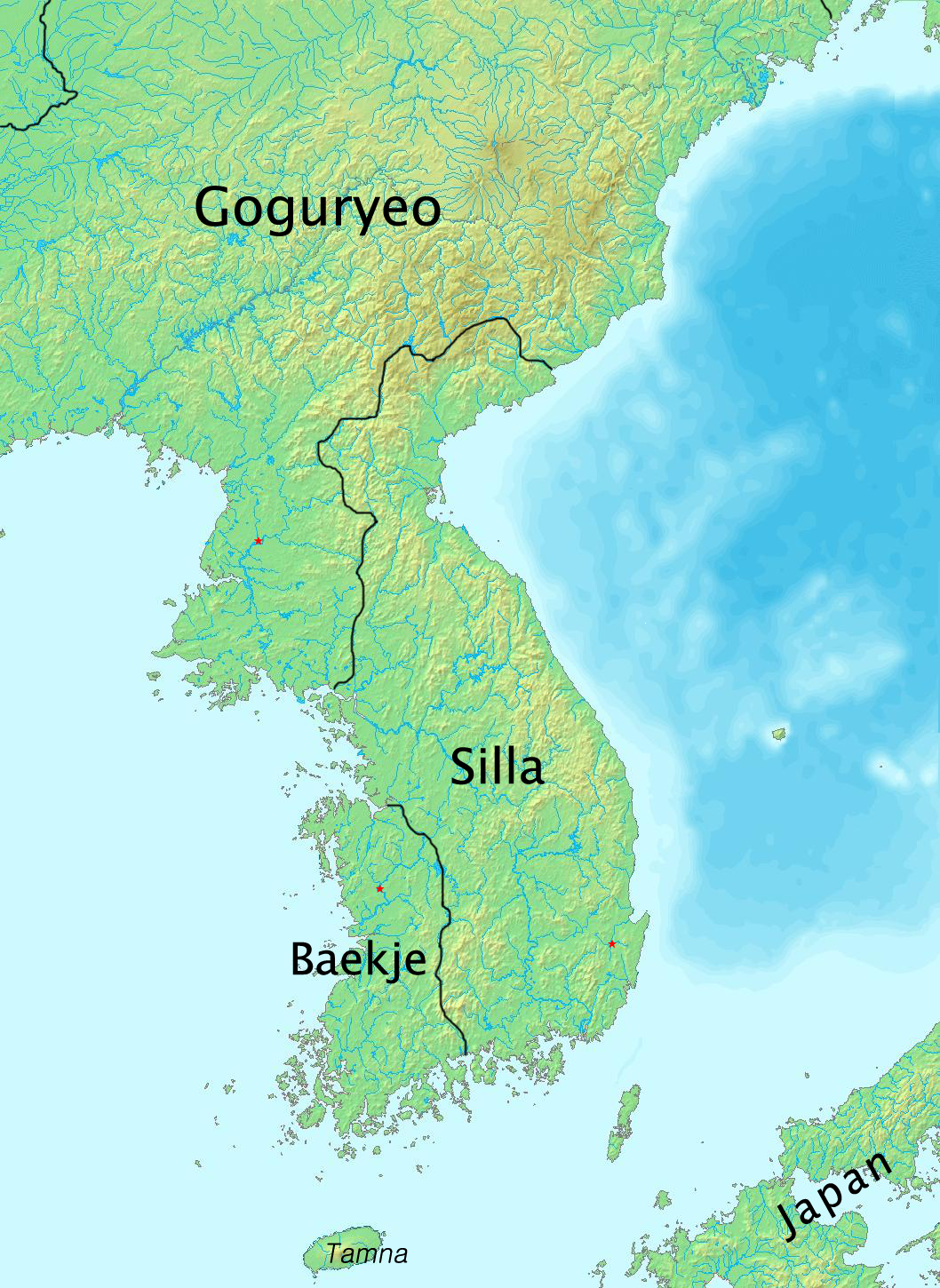
576년의 삼국시대

고대 한국어는 일반적으로 신라 국가(기원전 57년~서기 936년)의 고대 한국어족 언어로 정의되며, 특히 통일신라 시대(668~936년)의 언어를 지칭한다. 후기 한국어 형태의 내적 재구를 통해 주로 이해되는 한국어족 언어의 가설적 조상인 한국조어는 실제로 역사적으로 문증된 고대 한국어와 구별되어야 한다.
고대 한국어의 의미적 영향은 441년 또는 501년으로 추정되는 가장 오래된 신라 비문인 한문 비문에서도 나타날 수 있다. 한국어 구문과 형태소는 6세기 중후반 신라 문헌에서 처음으로 눈에 띄게 문증되었으며, 통일신라 시대에 이르러 이러한 한국어 요소들의 사용이 더욱 광범위해진다.
처음에는 삼국 시대 중 하나에 불과했던 신라는 6세기 법흥왕과 진흥왕 치세에 강국으로 부상했다. 한 세기 동안의 갈등 끝에 신라 왕들은 당나라와 동맹을 맺고 660년 백제, 668년 고구려를 멸망시키고 한반도 남쪽 3분의 2를 통일했다. 이러한 정치적 통합으로 신라의 언어는 한반도의 링구아 프랑카가 되었고 궁극적으로 백제와 고구려의 언어를 소멸시켜, 후자는 나중에 한국어 방언에 기층으로만 남게 되었다. 따라서 중세 한국어, 그리고 현대 한국어는 신라의 고대 한국어의 직접적인 후손이다.
다른 두 왕국의 언어에 대한 자료는 거의 남아 있지 않지만, 대부분의 언어학자들은 두 언어 모두 신라어와 관련이 있다고 동의한다. 고구려어와 백제어를 고대 한국어의 변이형으로 분류할지, 아니면 관련은 있지만 독립적인 언어로 분류할지는 의견이 분분하다. 처음에는 이기문, 김완진, 송민 등에 의해 고구려, 백제, 신라의 언어가 서로 많은 차이점을 가진다는 주장이 제기되어 왔으나, 현재는 김방한에 의해 사장되었다. 하지만 1980년대에 이르러 차자 표기에 대한 연구가 진행됨에 따라 세 국가의 언어가 단순한 방언적 차이를 가진 단일어로 간주하게 되었다. 1983년 김방한은 한반도의 남북을 기준으로 계통을 달리하는 차이는 없다고 결론지었다.
이기문과 S. 로버트 램지는 2011년에 상호 이해 가능성의 증거가 불충분하며, 언어학자들은 "세 언어의 단편들을 세 개의 별개 코퍼스로 다루어야 한다"고 주장한다. 앞서 2000년에 램지와 이익섭은 세 언어가 종종 고대 한국어로 묶이지만 "명백한 불일치"를 지적하며 신라어를 "가장 진정한 의미의" 고대 한국어로 식별한다. 반면 남풍현과 알렉산더 보빈은 세 왕국의 언어를 모두 고대 한국어의 지역 방언으로 분류한다. 이승재와 같은 다른 언어학자들은 고구려어를 제외하고 신라어와 백제어를 묶어 고대 한국어로 분류한다. 링귀스트 리스트는 신라어를 고대 한국어의 동의어로 제시하면서도 이 용어가 "종종 세 개의 다른 언어를 지칭하는 데 사용된다"는 점을 인정한다.

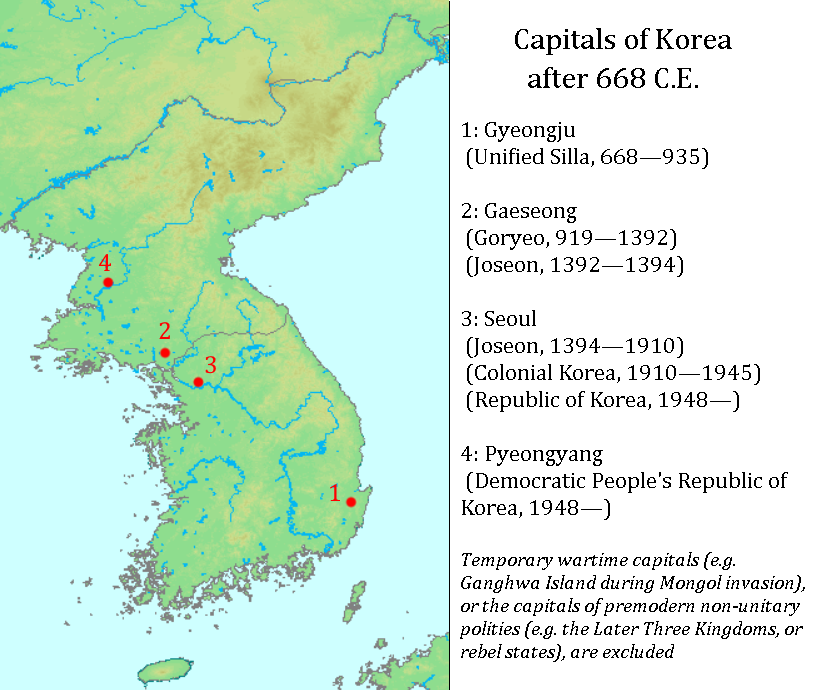
개성과 신라의 수도 경주시를 포함한 한국의 역사적 수도

신라는 8세기 후반에 장기적인 쇠퇴기에 접어들었다. 10세기 초에는 한반도가 다시 세 개의 전쟁 중인 국가로 나뉘었다: 잔존 신라 국가와 지방 호족들이 세운 두 개의 새로운 왕국. 이 중 하나인 고려는 935년 신라 조정의 항복을 받아내고 이듬해 나라를 통일했다. 이후 한국의 정치 및 문화 중심지는 고려의 수도인 개경(현 개성)이 되었고, 이는 한국 중부에 위치한다. 이 시기에 한국어의 표준어도 신라의 남동부 중심지 언어에서 개경의 중부 방언으로 바뀌었다. 1970년대 이기문의 연구 이후, 고대 한국어의 끝은 전통적으로 이러한 10세기의 정치 중심지 변화와 관련된다.
2003년, 남한 언어학자 남풍현은 고대 한국어 시기가 13세기 중반까지 연장되어야 한다고 제안했다. 남풍현의 주장은 불교 경전의 한국어 주석에 중점을 둔다. 그는 신라 시대 문헌과 13세기 이전의 주석들 사이에서 문법적 공통점을 발견했는데, 이는 13세기 이후의 주석과 15세기 중세 한국어의 구조와는 대조된다. 이러한 13세기의 변화에는 전용 가정법 표지의 발명, 이전 명사화 접미사 '-n'과 '-l'이 수식어 기능으로만 제한되는 것, 명사와 동사 부정의 구별 소실, 그리고 본질 표시 접미사 '-ms'의 소실 등이 포함된다.
남풍현의 주장은 한국 학계에서 점점 더 영향력을 얻고 있다. 2012년 김유품의 논평에서 "최근 연구들은 13세기를 (고대 한국어의) 종점으로 삼는 경향이 있다... 고려 건국 이전만을 고대 한국어로 간주해 온 한국어사 시대 구분의 일반화된 관점은 수정이 필요하다고 생각된다"고 지적한다. 러시아-미국 언어학자 알렉산더 보빈도 12세기 자료를 "후기 고대 한국어"의 예로 간주한다. 반면 이승재, 황선엽과 같은 언어학자들은 구시대 구분을 계속 사용하며, 2011년 《한국어의 역사》와 2015년 《블랙웰 한국어학 핸드북》과 같은 주요 최근 영어 자료들도 마찬가지다.

## 고대 한국어 자료

### 금석문 자료
신라의 금석문에는 고대 한국어 요소들이 포함되어 있다. 포항에서 발견된 가장 오래된 신라 비문(441년 또는 501년의 간지)에도 토착어의 영향을 시사하는 독특한 한자 어휘가 나타난다. 그러나 이러한 초기 비문들은 "고작 한문 구문의 미묘한 변형"에 불과했다.

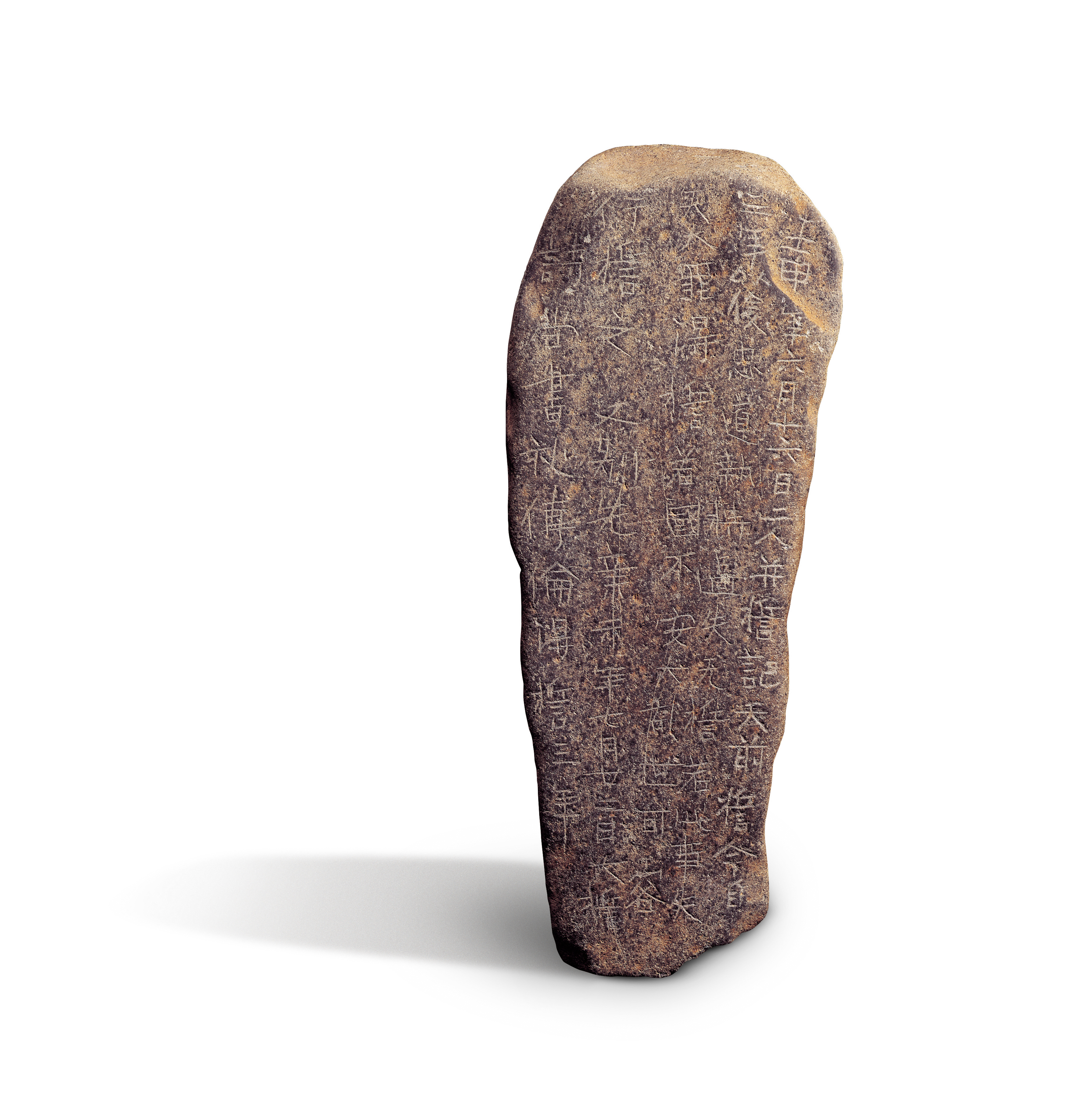
552년/612년의 임신서기석은 고대 한국어 구문을 사용한다.

6세기와 7세기의 비문들은 한자로 한국어를 표현하는 더욱 발전된 전략을 보여준다. 일부 비문들은 기능 형태소를 의미적으로 동일한 한자를 통해 직접 표현한다. 다른 비문들은 오직 한문 어휘만을 사용하지만, 한국어 구문에 따라 완전히 재배열한다. 예를 들어 경주시의 551년 성곽 건설을 기념하는 비문에는 "짓기 시작하다"를 올바른 한문인 始作 (시작하다 짓다) 대신 作始 (짓다 시작하다)로 표기하는데, 이는 한국어의 주어-목적어-동사 어순을 반영한다. 552년 또는 612년에 세워진 임신서기석도 마찬가지다.
| 한국어 | 시경, 서경, 예기, 춘추좌씨전을 3년 동안 차례로 배우기로 맹세한다. |
| 원본   | 詩尙書傳倫淂誓三年                                                |
| 주석   | 시 서경 예기 춘추좌씨전 차례로 배우기로 맹세하다 3년              |
| 한문   | 誓三年倫淂詩尙書傳                                                |
| 주석   | 맹세하다 3년 차례로 배우다 시 서경 예기 춘추좌씨전                |

한국어 구문을 사용하여 한자 어휘를 배열하고 특정 한국어 기능 형태소에 대한 한자 의미적 동등물을 사용하는 6세기 다른 금석문들도 발견되었는데, 여기에는 왕실의 조서나 공공사업을 기념하는 비문, 그리고 순행 중 왕족들이 울주에 남긴 6세기 암각문 등이 포함된다.
통일신라 시대의 일부 비문은 한국어 문법에 따라 한자 어휘만 계속 사용한다. 그러나 이 시기의 대부분의 비문은 고대 한국어 형태소를 더욱 명시적으로 표기하며, 한자 의미와 음운 동등물에 의존한다. 이러한 통일신라 시대 비문은 종종 불교적 성격을 띠며 불상, 범종, 탑에 새겨진 자료들을 포함한다.

### 목간 자료

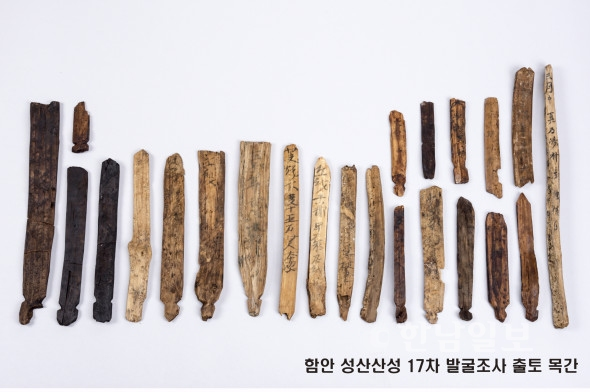
함안군에서 발견된 6세기 목간

고대 한국의 서기들은 종종 목간이라고 불리는 대나무와 나무 조각에 글을 썼다. 2016년까지 고고학자들은 647개의 목간을 발견했으며, 이 중 431개는 신라 시대의 것이었다. 목간은 고위 엘리트들이 주로 작성한 다른 문헌들과 달리, 낮은 계급의 관리들이 주로 작성하고 그들의 관심사를 반영하기 때문에 귀중한 1차 자료이다. 발견된 대부분의 문헌이 물품 목록이기 때문에, 목간은 숫자, 분류사, 그리고 일반 명사에 대한 다른 자료에서는 찾기 어려운 정보를 제공한다.
목간 연구는 1975년에 시작되었다. 1990년대 적외선 이미징 과학의 발전으로 이전에 해독 불가능했던 많은 문헌들을 읽을 수 있게 되었고, 2004년에는 지금까지 발견된 목간의 종합 목록이 출판되었다. 출판 이후 학자들은 목간 자료를 중요한 1차 자료로 활발히 활용하고 있다.
목간은 크게 두 가지 범주로 분류된다. 현존하는 대부분의 목간은 상품 운송 중 부착되어 해당 제품의 수량 데이터를 포함하는 꼬리표 목간이다. 반면 문서 목간은 지방 관리들의 행정 보고서를 담고 있다. 긴 문서 목간은 신라가 다른 왕국을 정복하기 전에는 흔했지만, 통일신라 시대의 목간은 주로 꼬리표 목간이다. 두 그룹에 속하지 않는 소수의 텍스트도 있는데, 여기에는 2000년에 발견된 단편적인 향가 시와 용왕 숭배와 관련된 의례문으로 추정되는 것이 포함된다.
고대 한국어의 가장 초기 직접적인 문증은 2017년 이승재가 완전히 해독한 6세기 중반 문서 목간에서 나온다. 촌장이 상위 관리에게 보고하는 내용을 담은 이 목간은 한국어 구문에 따라 구성되었으며, 고대 한국어 기능 형태소의 논란 없는 네 가지 예시(아래에 굵게 표시)와 몇몇 잠재적 의미어를 포함한다.
| 목간 제221호 | 재구성 (이승재 2017) | 번역 (이승재 2017)              |
| ------------ | -------------------- | ------------------------------- |
| 丨彡從在     | *tasəm 從-kje-n      | 다섯 서두르려 했다              |
| 人此人鳴     | *人-i 人 鳴          | 백성들이 모두 애통했다          |
| 不行遣乙白   | *不行-kje-n-ul 白    | "가지 못한다"고 [내가] 보고하다 |

### 향가 문학

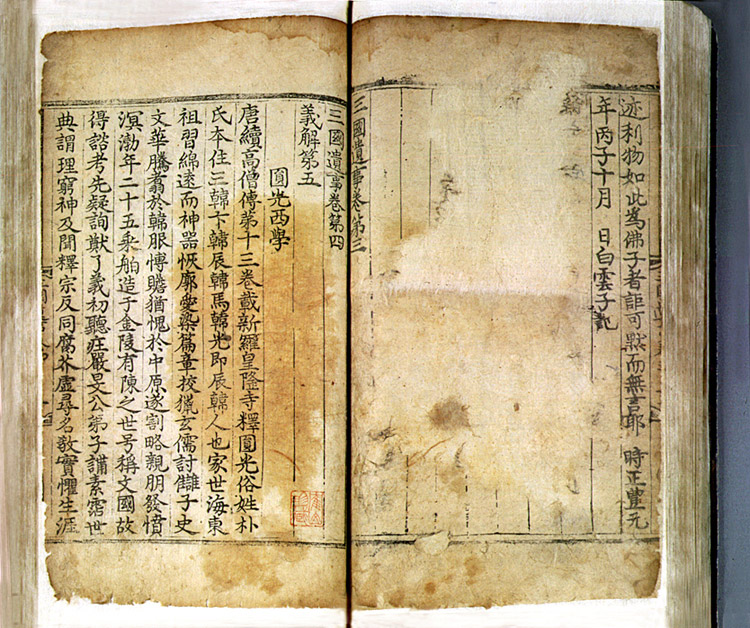
삼국유사에는 현존하는 신라 향가 대부분이 실려 있다.

신라 시대에 현존하는 유일한 한국어 문학은 오늘날 향가라고 불리는 시로, 글자 그대로 "향촌의 노래"를 의미한다.
향가는 신라 시대에 번성했던 장르로 보이며, 888년에는 왕실의 명령으로 향가집이 편찬되기도 했다. 그 향가집은 현재 유실되었고, 단 25편의 작품만이 남아 있다. 14편은 1280년대 승려 일연이 편찬한 역사서인 삼국유사에 실려 있으며, 시가 어떻게 지어졌는지 자세히 설명하는 산문 서문이 함께 있다. 이 서문들은 작품의 연대를 600년에서 879년 사이로 추정한다. 그러나 삼국유사 시의 대부분은 8세기 작품이다. 11편의 추가 향가는 960년대 승려 균여가 지었으며, 1075년 균여의 전기 작품에 보존되어 있다. 이기문과 램지는 균여의 향가 또한 "신라 시"를 나타낸다고 간주하지만, 남풍현은 삼국유사 작품과 균여 작품 사이에 중요한 문법적 차이가 있음을 주장한다.
향가 작품이 창작된 시기와 현존하는 작품이 편찬된 시기 사이에 수 세기가 흘렀기 때문에 텍스트 오류가 발생했을 수 있다. 일연이 신라 시대 작품으로 인용한 일부 시는 현재 고려 시대 작품으로 여겨진다. 그럼에도 불구하고 남풍현은 삼국유사 시의 대부분을 고대 한국어의 신뢰할 수 있는 자료로 간주하는데, 일연이 "매우 보수적인" 방언을 통해 불경을 배웠으므로 신라 언어를 정확하게 이해했을 것이라고 본다. 박용식과 같은 다른 학자들은 향가 텍스트의 전체적인 틀이 고대 한국어라는 점을 인정하면서도 시에 13세기 문법적 요소가 나타난다고 지적한다.
향가는 조선 시대(1392년~1910년)에는 더 이상 읽히지 못했다. 고대 한국어 시에 대한 현대 연구는 일제 강점기(1910년~1945년) 일본 학자들에 의해 시작되었으며, 오구라 신페이가 1929년에 25편의 향가 전체에 대한 첫 재구 작업을 개척했다. 한국 학자에 의한 최초의 재구는 양주동이 1942년에 수행했으며, 오구라의 많은 오류를 수정했는데, 예를 들어 只를 *-k의 표음문자로 올바르게 식별했다. 1980년 김완진의 분석은 향가 표기법의 많은 일반 원칙을 확립했다. 1990년대 이후의 향가 해석, 예를 들어 2010년대 남풍현의 해석은 새로 발견된 고려 시대 텍스트를 통해 얻은 초기 한국어 문법에 대한 새로운 이해를 바탕으로 한다.
그럼에도 불구하고 많은 시들이 여전히 제대로 이해되지 않고 있으며, 특히 그 음운론은 불분명하다. 자료의 불투명성 때문에 가장 초기의 일본 연구자들 이후 학자들이 향가 재구에 중세 한국어 어휘집을 사용하는 것이 관례였으며, 일부 언어학자들은 분석에서 비어휘적인 중세 한국어 요소까지 시대착오적으로 투영하기도 한다.

### 기타 문헌 자료
고대 한국어 주석은 8세기 중국어 불교 작품 판본에서 발견되었다. 일본의 한문 전통과 유사하게, 이 주석들은 한국어 학습자들이 한문을 자국어로 읽을 수 있도록 한국어 격 조사, 굴절 접미사, 그리고 표음문자를 제공한다. 740년판 《화엄경》(현재 도다이지 소장)에서 발견된 이러한 세 가지 주석 용례는 아래와 같다.
| 한문 원문               | 尒時精進慧菩薩白法慧菩薩言                  |
| 한국어 직역             | 그때 정진혜 보살 법혜 보살에게 말하다       |
| 고대 한국어 주석 텍스트 | 尒時精良進慧菩薩白法慧菩薩言                |
| 한국어 주석             | 그때(처격) 정진혜 보살 법혜 보살에게 말하다 |
| 번역                    | 그때, 정진혜 보살이 법혜 보살에게 물었다... |

| 한문 원문               | 則爲不淨則爲可猒                                 |
| 한국어 직역             | 즉 불결하다 즉 싫어할 만하다                     |
| 고대 한국어 주석 텍스트 | 則爲不淨厼則爲可猒                               |
| 한국어 주석             | 즉 불결하다(연결) 즉 싫어할 만하다               |
| 번역                    | [그것이] 불결한 것이고 [그것이] 싫은 것이라면... |

| 한문 원문               | 无邊種種境界                                                           |
| 한국어 직역             | 끝없다 갖가지 경계                                                     |
| 고대 한국어 주석 텍스트 | 无邊種種叱境界                                                         |
| 주석의 목적             | 종종(種種)이 한국어 고유어 단어이며 끝에 *-s가 붙어 읽혀야 함을 보여줌 |
| 번역                    | 끝없는 여러 가지 경계...                                               |

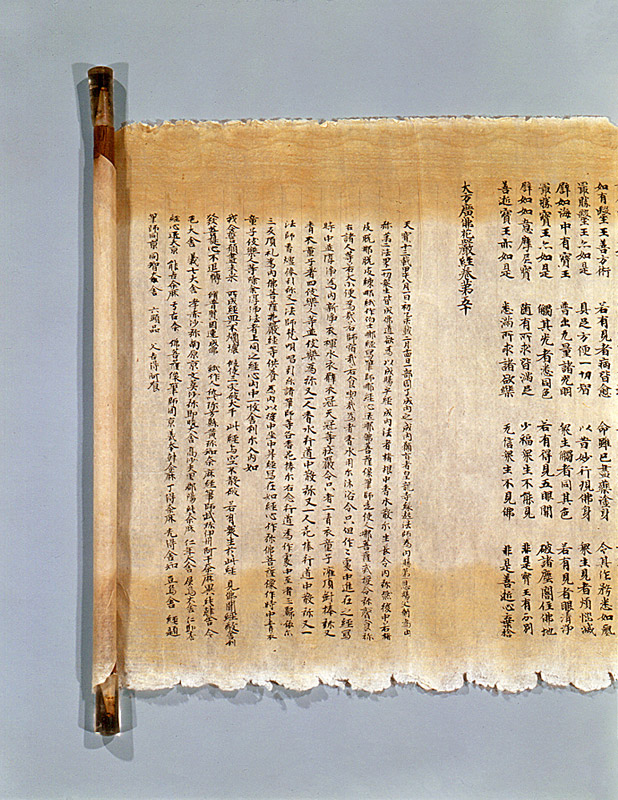
754년~755년에 작성된 신라 판본 《화엄경》 두루마리

고대 한국어 요소가 포함된 신라 호적의 일부가 도다이지에서 발견되었는데, 이는 755년의 것으로 보이지만 695년, 815년 또는 875년일 수도 있다.
한문으로 되어 있지만, 한국의 역사서인 《삼국사기》와 《삼국유사》는 특정 고유어에 대한 고대 한국어 어원을 제공한다. 이러한 어원의 신뢰성은 여전히 논란 중이다.
비한국어 텍스트 또한 고대 한국어에 대한 정보를 제공한다. 7세기 중국 역사서인 《양서》의 한 구절은 신라어 단어 7개를 음역했는데, "요새"를 뜻하는 한 용어, "마을"을 뜻하는 두 용어, 그리고 의복 관련 용어 4개이다. 의복 관련 단어 중 세 개는 중세 한국어 동계어가 있지만, 다른 네 단어는 "해석 불가능"하다. 8세기 일본 역사서인 《일본서기》 또한 신라어 한 문장을 보존하고 있는데, 이는 일종의 맹세로 보이며 그 의미는 맥락에서만 추측할 수 있다.

### 고유명사
《삼국사기》, 《삼국유사》, 그리고 중국 및 일본 문헌에는 신라의 많은 고유명사들이 음역되어 있는데, 여기에는 인명, 지명, 관직 등이 포함된다. 이들은 종종 두 가지 변이 형태로 주어지는데, 하나는 한자를 표음문자로 사용하여 고대 한국어 음소를 음역한 것이고, 다른 하나는 한자를 표어문자로 사용하여 고대 한국어 형태소를 번역한 것이다. 이는 특히 지명에서 그러하다. 지명은 757년 왕실의 칙령에 의해 표준화되었지만, 자료들은 이 날짜 이전과 이후의 형태를 모두 보존하고 있다. 이 둘을 비교함으로써 언어학자들은 많은 고대 한국어 형태소의 가치를 추론할 수 있다.
| 시대 | 지명   | 음역   | 주석             |
| --- | ------ | ------ | ---------------- |
| 757년 이후 | 永同郡 | 영동군 | 길다 같다 군     |
| 757년 이전 | 吉同郡 | 길동군 | 상서롭다 같다 군 |
| 吉은 757년 이후 永자로 표현되고 중세 한국어 길 '길다'와 동계어인 고대 한국어 형태소 *kil- "길다"의 음역이다.             |        |        |                  |
| 757년 이후 | 密城郡 | 밀성군 | 조밀한 요새 군   |
| 757년 이전 | 推火郡 | 추화군 | 밀다 불 군       |
| 推는 757년 이후 음역 密 mil로 표현되고 중세 한국어 밀 mil- '밀다'와 동계어인 고대 한국어 형태소 *mil- "밀다"의 음역이다. |        |        |                  |

### 비문자 자료
현대 한국어는 한자를 읽는 고유한 방식인 한자음을 가지고 있다. 일부 한자음 형태는 상고한어나 초기 만다린 발음을 반영하지만, 대부분의 현대 언어학자들은 한자음의 지배적인 층이 당나라 시대 장안의 중고 한어 표준 방언에서 유래했다고 믿는다.
한자음은 고대 한국어 화자들이 중고 한어 음을 인식하는 방식에서 비롯되었으므로, 한자음과 중고 한어를 비교하여 고대 한국어 음운론의 요소를 추론할 수 있다. 예를 들어, 중고 한어, 중세 한국어, 현대 한국어 모두 비유기음 연구개 파열음 /k/와 그 유기음 동등음인 /kʰ/ 사이에 음소적 구별이 있다. 그러나 둘 다 한자음에서는 규칙적으로 /k/로 반영된다. 이는 고대 한국어에 /kʰ/가 없었음을 시사한다.
고대 한국어 음운론은 중고 몽골어와 특히 상대 일본어를 포함한 다른 언어의 고대 한국어 차용어를 통해 연구될 수도 있다.

## 표기법
모든 고대 한국어는 한자가 토착어를 나타내기 위해 의미적 가치와 음성적 가치 모두로 차용되는 한자 체계로 쓰여졌다. 고대 한국어 요소가 포함된 가장 초기 텍스트는 한국어 구문에 맞게 재배열된 한문 단어만을 사용하며, 고유 형태소를 직접 나타내지 않는다. 결국 한국 서기들은 한자로 자국어를 쓰는 네 가지 전략을 개발했다:
- 직접 채용된 표어문자(DALs 또는 음독자 音讀字): 한문에서 차용되어 그렇게 인식되는 모든 형태소에 사용된다. DAL로 채용된 한자는 원본 한자의 의미적 가치와 음성적 가치를 모두 유지한다.[104]
- 의미적으로 채용된 표어문자(SALs 또는 훈독자 訓讀字): 고유 한국어 형태소(고유어로 인식되는 차용어 포함)는 한자 의미 동등물로 쓰여진다. SAL로 채용된 한자는 원본 한자의 의미적 가치만을 유지한다.[105]
- 음성적으로 채용된 표음문자(PAPs 또는 음가자 音假字): 고유 한국어 형태소(일반적으로 문법적이거나 반문법적인 요소)는 한자 음성 동등물로 쓰여진다. PAP로 채용된 한자는 원본 한자의 음성적 가치만을 유지한다.[106]
- 의미적으로 채용된 표음문자(SAPs 또는 훈가자 訓假字): 고유 한국어 형태소는 한국어 의미 동등어가 형태소와 음성적으로 유사한 한자로 쓰여진다.[107] SAP는 한자의 의미적 가치와 음성적 가치 모두를 유지하지 않는다.

주어진 텍스트에서 특정 문자가 어떤 전사 방법을 사용하는지 파악하기는 종종 어렵다. 예를 들어 남풍현(2019)은 향가 시 《안민가》(756년)의 마지막 줄에 대한 다음과 같은 해석을 제시한다.
| 원문                    | 國                                    | 惡                                    | 太                                    | 平                                    | 恨                                    | 音                                    | 叱                                    | 如                                    |
| 한자의 의미             | 나라                                  | 악하다                                | 크다                                  | 평화롭다                              | 한탄하다                              | 소리                                  | 꾸짖다                                | ~와 같다                              |
| 현대 한자음             | 국                                    | 악                                    | 태                                    | 평                                    | 한                                    | 음                                    | 질                                    | 여                                    |
| 같은 의미의 한국어 단어 | 나라                                  |                                       |                                       |                                       |                                       |                                       |                                       | 다                                    |
| 음성적 적용             |                                       | 아                                    |                                       |                                       | 호                                    | ㅁ                                    | ㅅ                                    | 다                                    |
| 재구성 텍스트           | 나라                                  | 나라                                  | 태평-호-ㅁㅅ-다                       | 태평-호-ㅁㅅ-다                       | 태평-호-ㅁㅅ-다                       | 태평-호-ㅁㅅ-다                       | 태평-호-ㅁㅅ-다                       | 태평-호-ㅁㅅ-다                       |
| 해독                    | 나라                                  | 나라                                  | 태평-되다-본질-선언                   | 태평-되다-본질-선언                   | 태평-되다-본질-선언                   | 태평-되다-본질-선언                   | 태평-되다-본질-선언                   | 태평-되다-본질-선언                   |
| 번역                    | '나라는 마땅히 크게 평화로울 것이다.' | '나라는 마땅히 크게 평화로울 것이다.' | '나라는 마땅히 크게 평화로울 것이다.' | '나라는 마땅히 크게 평화로울 것이다.' | '나라는 마땅히 크게 평화로울 것이다.' | '나라는 마땅히 크게 평화로울 것이다.' | '나라는 마땅히 크게 평화로울 것이다.' | '나라는 마땅히 크게 평화로울 것이다.' |

이 줄의 텍스트는 네 가지 전략을 모두 사용한다:
- 한자어인 태와 평은 해당 한자로 쓰여졌다(DAL).
- 고유어인 나라는 같은 의미를 가진 한자로 쓰여졌다(SAL).
- 한국어 접사인 -호-ㅁㅅ은 해당 소리를 포함하는 한자음으로 쓰여졌다(PAP).
- 한국어 어미인 다는 기록되어 있지는 않지만 중세 한국어 답다 '같다'의 조상으로 추정되는 *다 '같다'와 같은 의미를 가진 한자로 쓰여졌다(SAP).

고대 한국어에서는 대부분의 의미 형태소가 SAL로 쓰여졌고, PAP는 기능 형태소 접미사에 사용되었다. 한국어 학계에서는 이러한 방식을 훈주음종(문자 그대로 "훈이 주가 되고 음이 따른다")이라고 부른다. 예를 들어, 8세기 헌화가 아래에서 활용된 동사 獻乎理音如는 SAL인 獻 "바치다"로 시작하며, 그 뒤에 분위기, 양상, 본질을 나타내는 세 개의 PAP와 마지막 SAP가 따른다. 훈주음종은 신라 표기법의 특징이다 그리고 백제 목간에서는 발견되지 않는 것으로 보인다.
고대 한국어 표기법의 또 다른 경향은 말음 첨기(문자 그대로 "끝 소리 추가 표기")라고 불린다. 이는 이미 표어문자로 표현된 한국어 단어의 마지막 음절 또는 음절말 자음을 표시하기 위해 표음문자를 사용하는 것이다. 헨델은 영어 1st에서 "first"를 나타내는 "-st"에 비유한다. 마지막 표음문자가 하나의 자음을 나타낼 수 있기 때문에 고대 한국어 표기법은 음소문자적 특성을 가지고 있다. 말음 첨기의 예는 다음과 같다.
| 한국어             | 고대 한국어                         | 표어문자 | 표음문자 | 자음 표음문자의 값 | 현대 한자음         | 중세 한국어 동계어 |
| ------------------ | ----------------------------------- | -------- | -------- | ------------------ | ------------------- | ------------------ |
| 밤                 | 夜音 (모죽지랑가)                   | 夜       | 音       | *-m                | 야음 ya 'um         | 밤 pam             |
| 길                 | 道尸 (모죽지랑가)                   | 道       | 尸       | *-l                | 도시 two 'si        | 길 kil             |
| 성                 | 城叱 (혜성가)                       | 城       | 叱       | *-s                | 성질 seng 'cil      | 잣 cas             |
| 천                 | 千隱 (도천수관음가)                 | 千       | 隱       | *-n                | 천은 chen 'un       | 즈믄 cumun         |
| 오직               | 唯只 (우적가)                       | 唯       | 只       | *-k                | 유지 ywu 'ci        | 오직 wocik         |
| 육십 (한자어 차용) | 六十𢀳 (함안 성산산성 목간 제221호) | 六十     | 𢀳       | *-p                | 육십읍 ywuk sip 'up | 륙십 lywuksip      |
| 내                 | 川理 (찬기파랑가)                   | 川       | 理       | 음절               | 천리 chen 'li       | 나리 nali          |
| 바위               | 岩乎 (헌화가)                       | 岩       | 乎       | 음절               | 암호 am 'hwo        | 바회 pahwoy        |

현대 한자음의 대부분이 중고 한어에서 유래한 것과 달리, 고대 한국어 표음문자는 한자의 상고한어 발음에 기반을 두었다. 예를 들어, 중고 한어 초성 *j가 있는 한자들은 고대 한국어 유음을 표기하는 데 사용되었는데, 이는 초성 *j가 상고한어 *l에서 유래했다는 사실을 반영한다. 한자 所와 朔은 고대 한국어 표기법에서 같은 모음을 가졌는데, 이는 둘 다 상고한어에서 *a를 가졌을 때 그러했고, 중고 한어에서는 전자가 이중모음 *ɨʌ를, 후자가 *ʌ를 가졌으므로 그러하지 않았다.
부분적으로 이러한 고풍스러움 때문에, 가장 흔한 고대 한국어 표음문자 중 일부는 한자의 중고 한어나 한자음 음성적 가치와 부분적으로만 관련이 있다. 이기문과 S. 로버트 램지는 아래에 제시된 "문제적 표음문자"의 여섯 가지 주목할 만한 사례를 인용한다.
| "문제적 표음문자" | 고대 한국어 | 현대 한자음 | 중고 한어 (Baxter) | 상고한어 (Baxter-Sagart) | 설명 |
| ----------------- | ----------- | ----------- | ------------------ | ------------------------ | --- |
| 良                | *a~e        | 량          | ljang              | *[r]aŋ                   | 대신 *la~le로 읽혔을 수도 있지만, 목간 자료는 *a를 지지한다. SAP일 수도 있다. |
| 旀                | *mye        | 며          | mjie               | *m-nə[r]                 | 이와 램지는 이 표음문자가 문제가 있다고 보는데, 8세기에는 중고 한어 mjie가 이중모음을 잃었으므로 한국어 발음이 "특히 오래된 발음"을 반영하기 때문이다.                                                              |
| 遣                | *kwo        | 견          | khjienX            | *[k]ʰe[n]ʔ               | 대신 *kye 또는 *kyen으로 읽혔을 수도 있지만, *kwo에 대한 증거는 매우 강하다. |
| 尸                | *-l         | 시          | syij               | *l̥[ə]j                   | 상고한어의 설측음 초성 발음을 보존한다. |
| 叱                | *-s         | 질          | N/A                | N/A                      | 아마도 초기 *s- 초성을 가진 叱의 옛 발음을 보존한다. 또는, 한자 叱와 독립적인 한국어 창조일 수도 있으며, 아마도 時 (현대 한자음 si)의 간략화일 수도 있다. 또한 중국 불교 산스크리트어 표기 체계의 영향일 수도 있다. |
| 只                | *ki / *-k   | 지          | N/A                | N/A                      | 연구개음을 포함했던 상고한어 발음을 보존할 수도 있다. |

신라 서기들은 중국에는 없는 고유 문자를 개발하기도 했다. 이들은 아래 예시에서 볼 수 있듯이 표어문자와 표음문자 모두 될 수 있었다.
| 신라에서 개발된 문자 | 용법                   | 기원                                   |
| -------------------- | ---------------------- | -------------------------------------- |
| 太                   | "콩"의 표어문자        | 회의자로, 大 "크다"와 豆 "콩"의 결합   |
| 椋                   | "곡물 창고"의 표어문자 | 회의자로, 木 "나무"와 京 "서울"의 결합 |
| 丨                   | *ta의 표음문자         | 如의 그래픽 간략화, *ta의 SAP          |
| 𢀳                   | *-p의 표음문자         | 邑의 그래픽 간략화, *-p의 PAP          |

한국의 한자 표기법은 전통적으로 세 가지 주요 체계로 분류된다: 이두, 구결, 향찰. 첫 번째인 이두는 주로 번역에 사용되었다. 고대 한국어 시대 이후 완성된 형태의 이두는 한문 텍스트를 한국어 구문으로 재배열하고 필요에 따라 한국어 기능 형태소를 추가하여 "매우 한자화된 공식적인 한국어 쓰기 형태"를 만들어냈다. 구결 체계는 한국어 주석을 제공하여 한문 텍스트의 이해를 돕기 위해 만들어졌다. 이는 13세기 이전의 해석 구결과 이후의 연속 구결로 나뉘는데, 해석 구결은 중국어 텍스트를 한국어 고유어로 읽을 수 있을 만큼 충분한 정보를 제공하지만, 연속 구결은 완전한 번역에는 불충분하다. 마지막으로 향찰은 한문 참고 없이 순수하게 고대 한국어 텍스트를 쓰는 데 사용된 체계를 지칭한다. 그러나 이기문과 S. 로버트 램지는 고대 한국어 시대에 이두와 향찰이 "의도는 달랐지만" "동일한 전사 전략"을 사용했다고 지적한다. 서종학의 2011년 한국어 학계 논평 또한 대부분의 현대 한국어 언어학자들이 이 셋을 "같은 개념"으로 간주하며, 주요 차이점은 구조적 차이라기보다는 목적에 있다고 시사한다.

## 음운
고대 한국어의 음운 체계는 "확실하게" 확립될 수 없으며, 그 연구는 주로 중세 한국어 음운론의 요소를 추적하는 데 의존한다.

### 운율
15세기 중세 한국어는 성조 또는 고저 악센트 언어로, 그 표기법은 고, 상, 저 세 가지 성조를 구별했다. 상성조는 두 모라 음절 내에서 낮은 성조 다음에 높은 성조가 오는 것으로 분석된다.
중고 한어 또한 성조 언어였으며, 네 가지 성조(평성, 상성, 거성, 입성)를 가지고 있었다. 15세기 한자음의 성조는 중고 한어 성조와 부분적으로 일치한다. 평성 성조를 가진 중국어 음절은 중세 한국어에서 저성조를 가진다. 상성이나 거성 성조를 가진 음절은 상성조를 가진다. 그리고 입성 성조를 가진 음절은 고성조를 가진다. 이러한 대응 관계는 고대 한국어가 중고 한어의 그것과 일치하는 어떤 형태의 초분절음, 아마도 중세 한국어와 유사한 성조 체계를 가졌음을 시사한다. 신라 불교 문헌의 음성 주석은 8세기 초부터 한자음이 세 가지 성조 범주를 포함했으며, 상성과 거성을 구별하지 못했음을 보여준다.
한편, 이기문과 S. 로버트 램지 같은 언어학자들은 고대 한국어가 원래 중세 한국어보다 더 단순한 운율을 가졌으며, 중국어 성조의 영향이 한국어 성조 발생의 원인 중 하나라고 주장한다. 고대 한국어가 원래 음소적 성조가 없었다는 가설은 대부분의 중세 한국어 명사가 성조 패턴을 따른다는 사실, 고대 한국 서기들이 고대 한국어 고유명사를 중국어 평성 한자로 음역하는 경향, 그리고 일본 역사서 《일본서기》에 주어진 한국어 고유명사의 악센트 표시가 고대 한국인들이 네 가지 중국어 성조 중 입성만을 구별했음을 시사한다는 점으로 뒷받침된다.

### 음절 구조
중세 한국어는 복잡한 음절 구조를 가지고 있었으며, 초성에는 최대 세 개의 자음 군집, 종성에는 두 개의 자음 군집이 허용되었고, 삼중모음도 존재했다. 그러나 복잡한 구조를 가진 많은 음절은 아래와 같이 여러 음절의 병합으로 인해 발생했다.
| 문증 및 자료 언어              | 한국어     | 중세 한국어 이전 형태 | 재구성       | 15세기 형태           |
| ------------------------------ | ---------- | --------------------- | ------------ | --------------------- |
| 향가 텍스트                    | 옛날       | 舊理                  | *niäri       | 녜 nyey               |
| 향가 텍스트                    | 몸         | 身萬                  | *muma        | 몸 mwom               |
| 초기 중세 한국어의 한국어 전사 | 가시오갈피 | 五得浮得              | *wotwokputuk | 오독ᄠᅩ기 wotwokptwoki |
| 송나라의 초기 중세 한국어 전사 | 흙         | 轄希                  | *holki       | ᄒᆞᆰ holk               |
| 송나라의 초기 중세 한국어 전사 | 낮         | 捻宰                  | *nacay       | 낮 nac                |
| 백제어의 일본어 및 한국어 전사 | 앞         | アリヒシ              | *arIpIsI     | 앒 alph               |
| 백제어의 일본어 및 한국어 전사 | 돌         | 珍惡                  | *tərak       | 돓 twolh              |
| 백제어의 일본어 및 한국어 전사 | 띠         | シトロ                | *sItOrO      | ᄯᅴ stuy               |

이음절 "상성"을 가진 중세 한국어 폐음절은 원래 최종 모음이 축소된 이음절 CVCV 형태를 반영하며, 일부 언어학자들은 고대 한국어나 그 전신이 원래 일본어와 같은 CV 음절 구조를 가졌으며, 모든 자음 군집과 종성 자음은 나중에 모음 축소로 인해 형성되었다고 제안한다. 그러나 한국어의 가장 초기 문증, 특히 말음 첨기 표기법에서 종성 자음의 존재에 대한 강력한 증거가 있다.
한편, 중세 한국어의 자음 군집은 고대 한국어에는 존재하지 않았으며, 12세기 이후 중간 모음의 소실과 함께 형성된 것으로 여겨진다. 따라서 고대 한국어는 중세 한국어보다 더 단순한 음절 구조를 가졌다.

### 자음
15세기 중세 한국어의 자음 목록은 독자들이 고대 한국어 자음에 대한 다음 섹션을 이해하는 데 도움이 되도록 여기에 제시된다. 이는 고대 한국어의 자음이 아니라 15세기 후손의 자음이다.
|                  |             | 양순음 | 치경음 | 치경음 | 연구개음 | 성문음 |
| ---------------- | ----------- | ------ | ------ | ------ | -------- | ------ |
| 비음             | 비음        | m ㅁ   | n ㄴ   | n ㄴ   | ŋ ㆁ     |        |
| 파열음 및 파찰음 | 예사소리    | p ㅂ   | t ㄷ   | ts ㅈ  | k ㄱ     |        |
| 파열음 및 파찰음 | 유기음      | pʰ ㅍ  | tʰ ㅌ  | tsʰ ㅊ | kʰ ㅋ    |        |
| 유성 마찰음      | 유성 마찰음 | β ㅸ   | z ㅿ   | z ㅿ   | ɣ ㅇ     |        |
| 무성 마찰음      | 예사소리    |        | s ㅅ   | s ㅅ   |          | h ㅎ   |
| 무성 마찰음      | 된소리      |        | s͈ ㅆ   | s͈ ㅆ   |          | h͈ ㆅ   |
| 유음             | 유음        |        | l~ɾ ㄹ | l~ɾ ㄹ |          |        |

19개 중 3개의 중세 한국어 자음은 단어 초성에 올 수 없었다: /ŋ/, /β/, /ɣ/. 단 9개의 자음만이 음절 종성에 허용되었다. 종성에서는 유기음이 소실되었고, 종성 /ts/는 /s/와 합류했다. 그리고 /β/, /ɣ/, /h/, 그리고 된소리 자음은 종성으로 올 수 없었다. 종성 /z/는 단어 내부에서만 그리고 다른 유성 마찰음이 뒤따를 때만 보존되었고, 그 외에는 /s/와 합류했다.
고대 한국어에는 예사소리와 거센소리의 대립이 있었다고 추측된다. 예를 들어 《삼국유사》(권3) ‘或作異次, 或云伊處, 形音之別也, 譯云厭也(「異次」라 하거나 「伊処」라 하는데 소리의 차이이다, 번역하면 「싫다」라는 뜻이다)'의 「次」「處」는 둘다 차청자(次淸字)인데 「異次」「伊處」는 중세 한국어 ‘잋-’(困)과 관련되는 단어이다. 그 한편, 된소리에 관해서는 그 존재를 명시해 주는 자료가 없다.
중세 한국어에 있었던 어중 마찰음 ‘ㅸ’[β], ‘ㅿ’[z], ‘ㅇ’[ɦ]이 고대 한국어에서 어떤 소리였는지에 관해서는 몇 가지 가설이 있지만 파열음 ‘*ㅂ, *ㅅ, *ㄱ’으로 거슬러 올라간다는 가설이 유력하다. 또 이와 관련하여 중세 한국어에서 일부의 ‘ㄹ’이 고대 한국어에서 ‘ㄷ’으로 거슬러 올라간다고 추정된다. 예 : 波珍 *바ᄃᆞᆯ(중세 한국어 : 바ᄅᆞᆯ)‘바다’.

#### 비음
한자음 증거는 고대 한국어와 중세 한국어 비음 사이에 큰 차이가 없었음을 시사한다.
중고 한어 초성 *ŋ은 한자음에서 영초성으로 반영되는 반면, 고대 한국어 용어의 중국어 및 한국어 전사 모두 초성 *ŋ이 있는 한자를 체계적으로 피한다. 따라서 중세 한국어의 /ŋ/에 대한 음소배열론적 제약은 고대 한국어에서도 마찬가지였던 것으로 보인다.
《삼국사기》는 때때로 동일한 고유명사의 동일 음절을 전사할 때 비음 초성과 유음 초성 한자 사이를 번갈아 사용한다. 이는 고대 한국어가 특정 상황에서 비음이 유음으로, 또는 그 반대로 변할 수 있는 연음 규칙을 가졌을 수 있음을 시사한다.

#### 유기음
중세 한국어의 유기음 파열음 및 파찰음 계열은 /h/ 또는 연구개 장애음을 포함하는 자음 군집의 병합에서 발전했는데, 이는 다시 중간 모음의 소실로 인해 형성되었다. 고대 한국어 시대에 이러한 과정이 어느 정도 진행되었는지는 여전히 논쟁 중이다.
중고 한어는 유기음과 비유기음 파열음 사이에 음소적 구별이 있었다. 이는 한자음에서 다소 불규칙하게 반영된다.
| 중고 한어 음소 | 중세 한자음 반영 | 반영 빈도 | 백분율 |
| -------------- | ---------------- | --------- | ------ |
| *kʰ            | /k/              | 164       | 88.6%  |
| *kʰ            | /kʰ/             | 1         | 0.5%   |
| *kʰ            | 기타             | 20        | 10.8%  |
| *pʰ            | /pʰ/             | 34        | 52.3%  |
| *pʰ            | /p/              | 31        | 47.7%  |
| *tʰ            | /tʰ/             | 70        | 73.6%  |
| *tʰ            | /t/              | 25        | 26.4%  |
| *tsʰ           | /tsʰ/            | 81        | 76.4%  |
| *tsʰ           | /ts/             | 23        | 21.7%  |
| *tsʰ           | 기타             | 2         | 1.9%   |

중고 한어 유기음의 이러한 가변적인 반영을 바탕으로, 한국어는 치경 파찰음 *tsʰ와 치경 파열음 *tʰ를 먼저 발달시킨 후, 양순 파열음 *pʰ, 마지막으로 연구개 파열음 *kʰ를 발달시켰다고 추정된다. *kʰ는 한자음이 확립될 당시에는 존재하지 않았다고 흔히 여겨진다.
신라 서기들은 유기음 초성 한자를 드물게 사용했다. 그들이 사용할 때에도 유기음은 종종 비유기음 동등음으로 대체되었다. 예를 들어, 757년 지명 표준화는 때때로 유기음 표음문자를 비유기음으로 바꾸거나 그 반대로 바꾸는 것을 포함했다. 이는 고대 한국어에 어떤 종류의 유기음도 없었거나, 유기음 파열음이 비유기음과 자유 변이로 존재했지만 별개의 음소는 아니었음을 시사한다. 반면 이기문과 S. 로버트 램지는 신라 표기법이 적어도 치경 유기음이 고대 한국어에서 음소로 존재했음을 확인한다고 주장한다.
한편, 남풍현은 고대 한국어에 *kʰ와 *tsʰ는 있었지만 *pʰ와 *tʰ는 없었을 수 있다고 보며, 유기음의 기능 부하는 "극히 낮았다"고 지적한다.

#### 중세 한국어 /h/의 기원
중고 한어에서 초성 *k가 있는 일부 한자들은 한자음에서 /h/로 반영된다. 반대로, 중고 한어 초성 *ɣ~*ɦ의 일부 사례들은 일반적으로 한자음 /h/로 차용되지만, 한자음 /k/로도 발견된다. 이는 한국인들이 음성적 부수는 공유하지만 실제로는 다른 중고 한어 초성을 가진 한자들에 같은 초성 자음을 잘못 할당했기 때문일 수 있다. 반면에, 이는 중세 한국어 /h/의 고대 한국어 조상에 대한 연구개음 값을 반영할 수 있다. 한국 학자들은 종종 중세 한국어 /h/의 조상으로 고대 한국어 무성 연구개 마찰음 *x를 제안한다.
일부 표기적 교체는 신라 필자들이 중고 한어 초성 *k와 초성 *ɣ~*ɦ를 구별하지 않았음을 시사하지만, 언어학자 마크 미야케는 그 증거에 회의적이며, 일부 중세 한국어 이형태는 /h/와 연구개음 사이를 교체한다. 언어학자 위궈펑은 고대 한국어 음소 *k와 *h가 중복되는 분포를 가졌으며, *x와 같은 이음이 두 음소 모두에 공유되었을 수 있다고 제안한다. 알렉산더 보빈 또한 내적 재구를 통해 초기 한국어에서 모음 사이의 *k가 중세 한국어 /h/로 약화되었다고 주장한다.

#### 치찰음
한국어 고유명사의 통일신라 이전 전사 중 일부에서는 중국어 파찰음과 마찰음 치찰음이 상호 교환적으로 나타난다. 이는 고대 한국어의 어떤 단계에서 중세 한국어의 /ts/와 /s/ 구별이 없었음을 의미하는 것으로 해석되었다. 그러나 향가 시는 파찰음과 마찰음을 일관되게 구별하며, 한자음 음운론에서도 중국어의 두 음소 구별이 충실히 보존된다. 따라서 한국인들은 8세기경에는 /ts/와 /s/를 명확히 구별했으며, 마크 미야케는 한국어에 파찰음과 마찰음이 구별되지 않던 단계가 있었다는 주장에 의문을 제기한다.

#### 유음
중세 한국어에는 하나의 유음 음소만 있었고, 이는 [l]과 [ɾ] 사이를 오갔다. 그러나 고대 한국어에는 두 개의 독립적인 유음 음소가 있었다. 고대 한국어 표기법에서 첫 번째 유음 음소는 상고한어 가치인 *l̥[ə]j를 가진 PAP 尸로 표현되었고, 두 번째 음소는 상고한어 가치인 *qrət을 가진 PAP 乙로 표현되었다. 이러한 표기적 변이 외에도, 유음 음소 간의 구별은 /l/로 끝나는 중세 한국어 동사 어간의 성조 양상으로도 시사된다.
알렉산더 보빈에 따르면, 이기문은 尸가 /r/을, 乙이 /l/을 나타냈다고 주장한다. 보빈은 이 주장이 "받아들일 수 없으며" "직관에 반한다"고 간주하는데, 특히 두 한자의 재구성된 상고한어 발음을 고려할 때 그러하며, 대신 尸는 /l/을 나타냈고 乙은 R음을 나타냈다고 제안한다. 램지와 남풍현 모두 보빈의 가설에 동의한다.

### 모음
단모음은 중세 한국어에서와 마찬가지로 7개 모음 체계였다고 추정되는데 /ㅣ/에 두 가지가 있었다(/i/, /ɨ/)고 하는 가설이 있다. /ㆍ/(아래아)는 중세 한국어에서는 [ʌ]였다고 추정되지만 고대 한국어에서는 원순성이 강한 [ɔ]였다고 추측된다. 중세 한국어에서 일부의 /ㅓ/는 고대 한국어에서 /ㆍ/로 거슬로 올라가는 것이 있다고 추정된다.

## 문법
고대 한국어의 격 조사는 다음과 같다:
| 주격   | 伊/是 (-i)                                           |
| 속격   | 衣/矣 (), 叱 (-s)                                    |
| 대격   | 乙 (-ᄋᆞᆯ/-을)                                         |
| 여격   | 中, 良中 (-애/-에, 이두에서는 -ᄒᆡ, 아ᄒᆡ ~ -ᄀᆡ, 아ᄀᆡ) |
| 도구격 | 留 (-ro ~ -ʌro)                                      |
| 공동격 | 果 (-wa/-ɡwa)                                        |
| 호격   | 良, 也 (-a, -ja), 下 (-ha)                           |
다른 접사들은 다음과 같다:
| 주제 표지 | 隱 (-n ~ -nʌn ~ -ʌn) |
| 첨가      | 置 (-do)             |
| 높임      | 賜 (-si-)            |
| 겸양      | 白 (-sʌv-)           |
괄호 안의 발음은 중세 한국어의 발음이다. 문자 ʌ는 현대 한국어에서 사라진 "ㆍ"(아래아)의 발음을 나타내는 데 사용된다.
중세 한국어에서는 체언이 자음으로 끝나느냐 모음으로 끝나느냐에 따라, 또 모음조화에 따라 어미류에 몇 가지 이형태가 있을 수 있었지만 고대 한국어에서는 이형태의 존재에 관해 명시되지 않는다. 예를 들면 중세 한국어의 대격은 ‘-ㄹ~-ᄅᆞᆯ/-를~-ᄋᆞᆯ/-을’이며 고대 한국어에서도 양상이 유사하다고 충분히 추정할 수 있는데 실제 표기는 ‘乙’ 단 한 가지다.
- 어미
  - 종결형 ― 如(-다), 古(-고)
  - 관형형 ― 尸(-ㄹ), 隱(-ㄴ), 期, 爲在(-ᄒᆞ견), 爲乎(-ᄒᆞ온), 爲臥乎(-ᄒᆞ누온)
  - 연결형 ― 古·遣(-고), 弥(-며), 良(-아/-어), 如可(-다가), 爲乎矣(-ᄒᆞ오되)

- 선어말어미
  - 존경 ― 賜(-시-)
  - 겸양 ― 白(--ᄉᆞᆲ-)

## 어휘

### 숫자
향가 문헌에는 고대 한국어 숫자 세 개가 문증되어 있는데, 하나, 둘, 천이다. 이 세 개 모두 도천수관음가에서 발견되며, '하나'를 뜻하는 단어는 제망매가에서도 동일하게 문증된다. 처용가에서는 '둘'에 대해 다소 다른 형태를 사용하지만, 이는 신라 고유의 것이 아닐 가능성이 높다. 이승재(2017)에서 논의된 목간 자료는 10의 배수는 한자어 차용어로 언급되었을 수 있지만, 한 자리 숫자는 고유어가 사용되었을 수 있음을 시사한다. 이승재의 목간 연구는 한 자리 숫자 중 네 개(하나, 셋, 넷, 다섯)에 대한 신라어 단어를 산출한다. 향가와 목간 텍스트 모두에서 고대 한국어 숫자의 표기법은 신라의 특징인 훈주음종 원칙을 따른다.
고대 한국어 한 자리 숫자는 15세기 및 현대 한국어 동등어와 함께 아래에 제시된다. 이승재가 고대 한국어 형태와 더 밀접하게 관련된다고 여기는 소의 나이를 지칭하는 현대 한국어 용어도 제공된다.
| 한국어 | 고대 한국어             | 재구성 | 재구성  | 중세 한국어 (15세기) | 현대 한국어 | 소의 나이를 지칭하는 현대 한국어 |
| ------ | ----------------------- | ------ | ------- | -------------------- | ----------- | -------------------------------- |
| 하나   | 一等 (향가 자료)        | *hədən | *hədən  | ᄒᆞ낳 honah           | 하나 hana   | 하릅 halup                       |
| 하나   | (坐)伽第𢀳 (목간 자료)  | *gadəp |         | ᄒᆞ낳 honah           | 하나 hana   | 하릅 halup                       |
| 둘     | 二尸 (도천수관음가)     | *tubər | *twuɣul | 둟 twulh             | 둘 twul     | 이듭 itup                        |
| 둘     | 二肹 (처용가)           | *tubər | *twuɣur | 둟 twulh             | 둘 twul     | 이듭 itup                        |
| 셋     | 三[missing character]   | *sadəp | *sadəp  | 셓 seyh              | 셋 seys     | 사릅 salup                       |
| 넷     | 四刂                    | *neri  | *neri   | 넿 neyh              | 넷 neys     | 나릅 nalup                       |
| 다섯   | 丨彡                    | *tasəm | *tasəm  | 다ᄉᆞᆺ tasos           | 다섯 tases  | 다습 tasup                       |
| 다섯   | 丨沙[missing character] | *tasap | *tasap  | 다ᄉᆞᆺ tasos           | 다섯 tases  | 다습 tasup                       |

## 다른 언어와의 관계
고대 한국어와 한국어족 언어(나아가 중세 한국어와 한국어)를 다른 어족과 연결하려는 수많은 시도가 있었지만, 다른 어족과의 유전적 관계는 아직 명확히 입증된 바가 없다.
과거 일부 언어학자들은 고대 한국어가 이론적인 알타이 제어 어족에 속할 수 있다고 제안했지만, 알타이 어족 자체는 대부분 신뢰를 잃었으며(특히 교착어와 SOV 어순과 같이 이 그룹의 언어들이 공유한다고 가정되는 특징들이 전 세계 대부분의 언어에서 흔하며 이론화된 알타이 그룹에만 국한되지 않으므로 유형론적 특징으로 간주될 수 없다는 점이 지적됨) 오늘날 언어학자들에게는 유효하다고 받아들여지지 않는다. 또 다른 가설은 고대 한국어가 일본어족과 관련이 있다고 제안하지만, 이 가설 또한 널리 받아들여지지 않는다.

## 텍스트 예시
《헌화가》는 8세기 초의 4줄짜리 향가로, 《삼국유사》에 보존되어 있다. 《삼국유사》의 서사에서는 지방 관리의 아름다운 아내인 수로 부인이 일찍이 수천 장 높이의 절벽 꼭대기에 피어 있는 진달래꽃을 발견했다고 전한다. 수로 부인은 수행원 중 누구라도 진달래꽃을 꺾어줄 수 있는지 물었지만, 아무도 선뜻 나서지 않았다. 그러나 그 말을 들은, 절벽 옆에서 소를 끌고 가던 한 노인이 꽃을 바치며 헌화가를 불렀다. 남풍현은 이 노래가 짧은 길이, 제공된 맥락, 그리고 일관된 훈주음종 표기법 덕분에 "상대적으로 해석이 쉽다"고 평가한다.
이 문서의 헌화가 재구는 남풍현(2010)의 연구를 따르며, 니콜라스 트랜터가 남풍현(2012b)에서 일부를 영어로 번역했다. 남풍현의 해독은 고대 한국어의 문법을 재현하지만, 고대 한국어 형태소에 대해 중세 한국어 값을 사용한다. 굵게 표시된 요소는 표음문자이다.
| 고대 한국어 원문                                                        | 현대 한자음                                                                                          | 재구성 (남풍현 2010)                                                             |
| ----------------------------------------------------------------------- | --- | -------------------------------------------------------------------------------- |
| 紫布岩乎邊希 執音乎手母牛放敎遣 吾肸不喩慚肸伊賜等 花肸折叱可獻乎理音如 | 자포 암 호 변 희 집 음 호 수 모 우 방 교 견 오 힐 불 유 참 힐 이 사 등 화 힐 절 질 가 헌 호 리 음 여 | ᄃᆞᆯ뵈 바희 ᄀᆞᆺᄋᆡ 잡ᄋᆞᆷ 혼 손 암쇼 놓이시고 나ᄅᆞᆯ 안디 븟그리ᄉᆞᆫ ᄃᆞᆫ 곶ᄋᆞᆯ 것거 받오리ᇝ다 |

NMR: 명사화
INTENT: 의지법
ESSEN: 본질성
| 로마자 표기 | 번역 (남풍현 2012b) |
| --- | --- |
| tól'poy pahuy kós-óy cap-óm [ho]-n son amsyo noh-kisi-ko na-'lól anti puskuli-só-n tó-n koc-ól kesk-e pat-o-li-ms-ta | 자주색 바위 [진달래] 가장자리에 [부인의 아름다움이 나로 하여금] 잡고 있던 손이 암소를 놓게 하시고 나를 부끄러워하지 않으신다면 꽃을 꺾어 바치겠습니다. |

## 내용주
1. ↑  In 1995, on the basis of his phonological reconstruction of the hyangga texts, Alexander Vovin took the dissenting view that the language of Silla left no direct descendants.[18] However, in 2003, Vovin refers to the Silla language as "roughly speaking, the ancestor of Middle and Modern Korean.[19]
2. ↑  Christopher Beckwith contends that Goguryeo was related to Japanese but not Korean.[24] Thomas Pellard points to serious methodological flaws in Beckwith's arguments, including idiosyncratic Middle Chinese reconstructions and "questionable or unrealistic semantics".[25]
3. ↑  From Lee & Ramsey 2011, 55쪽. The titles of the Chinese classics are translated here for the sake of English readers' convenience.
4. ↑  This mokgan is addressed to the "Great Dragon King", but Lee Seungjae 2017 also suggests that this may be a document mokgan conferring the honorific "great dragon" to a human nobleman.[55]
5. ↑  cf. Middle Korean 갓갓 kaskas "many kind of"[86]
6. 1 2 3 4 5 6 7 8 9  In Yale Romanization, the standard for Korean linguistics
7. ↑  Some scholars hold that the dominant layer comes from the somewhat earlier Middle Chinese of the Qieyun, or from the late Old Chinese of the Northern and Southern dynasties.[98]
8. ↑  In Baxter-Sagart's reconstruction, brackets refer to uncertain phonetic identity; for instance, coda [t] may actually have been /p/, both of which were reflected in Middle Chinese as /t/.
9. ↑  Unrelated to the Chinese character 太 identical in appearance and meaning "great"
10. ↑  Unrelated to the Chinese character 椋 identical in appearance and meaning "dogwood"
11. ↑  Unrelated to the very rare Chinese character 丨 meaning "to pierce"
12. ↑  The consonant clusters /sk/, /sp/, and /st/ also had 이음 값을 [k͈], [p͈], 그리고 [t͈] 가졌다.[167]
13. ↑  /h͈/ only occurred in a single verb root, hhye- "to pull".[168]
14. ↑  Ramsey writes that "the genetic relationship between Korean and Japanese, if it in fact exists, is probably more complex and distant than we can imagine on the basis of our present state of knowledge."
15. ↑  The romanization given is in a variant of Yale romanization, the standard system of Korean linguistics, but with <o> and <ó> instead of conventional <wo> and <o> for Middle Korean vowels /o/ and /ʌ/.
16. ↑  In Nam 2010's analysis, the Modern Korean translation of the Heonhwa-ga is given as "진달래꽃(또는 철쭉꽃)이 흐드러지게 피어 붉게 뒤덮은 바위 가에 / (부인의 아름다움이 나로 하여금) 잡고 있던 손이 암소를 놓게 하시고 / 나를 안 부끄러워 하시는 것, 바로 그것이라면 / 꽃을 꺾어 반드시 바치겠습니다."[214]
 A more literal translation than Nam 2012 of the Korean is "At the edge of the rock where azaleas have bloomed splendidly and mantled with red / [The lady's beauty] makes the hand that was holding let loose the cow / Not being ashamed of me, if indeed it is such / I will pick a flower and present it without fail."

## 참고 자료
- Baxter, William H.; Sagart, Laurent (2014년 9월 20일). “Baxter-Sagart Old Chinese reconstruction, version 1.1” (PDF). 《The Baxter-Sagart reconstruction of Old Chinese, University of Michigan》. 2022년 10월 10일에 원본 문서 (PDF)에서 보존된 문서. 2019년 8월 23일에 확인함.
- Beckwith, Christopher I. (2004). 《Koguryo, the Language of Japan's Continental Relatives》. BRILL. ISBN 978-90-04-13949-7.
- Bentley, John R. (June 2000). 《New Look at Paekche and Korean: Data from Nihon Shoki》. 《Language Research》 36. 1–22쪽. 2019년 8월 19일에 확인함.
- Cho, Chae-Hyung (March 2009). 古代國語時期의 借字表記 '良'의 讀音 考察 [A Study for the sound of the reception of Chinese Character in the Ancient Korean period)]. 《어문론집(The Journal of Language & Literature)》 40 (중앙어문학회 (The Society of Chung-Ang Language & Literature)). 101–123쪽. 2019년 8월 23일에 확인함.
- Choe, Yeon-shik (December 2016). 新羅의 變格漢文 [The Abnormal Chinese Expressions of Shilla Dynasty]. 《목간과 문자(Wooden Documents and Inscriptions Studies)》 17 (한국목간학회 (The Korea Society for The Study of Wooden Documents)). 39–59쪽. 2019년 9월 3일에 확인함.
- Eom, Ik-sang (1994). 〈Aspiration and Voicing in Old Sino-Korean Obstruents〉.   Kim-Renaud, Young-Key. 《Theoretical Issues in Korean Linguistics》. Center for the Study of Language. 405–418쪽. ISBN 978-1-881526-51-3.
- Handel, Zev (2019). 《Sinography: The Borrowing and Adaptation of the Chinese Script》. BRILL. ISBN 978-90-04-35222-3.
- Hwang, Seon-yeop (June 2002). 향가에 나타나는 '遣'과 '古'에 대하여 [A Study on "gyeon" and "go" in Hyangga]. 《국어학 (Journal of Korea Linguistics)》 39 (국어학회 (The Society of Korea Linguistics)). 3–25쪽. 2019년 8월 23일에 확인함.
- ——— (August 2015). 향가와 배경 설화의 관련성 -怨歌를 중심으로- [The Relevance of Hyangga and Background Story Focusing on the Wonga]. 《서강인문논총》 43 (서강대학교 인문과학연구소). 41–85쪽. 2019년 8월 24일에 확인함.
- ——— (2018). 〈국어사 연구와 석독구결〉.   박영국. 각필구결 초조대장경 『유가사지론』 권66. 서울: 국립한글박물관. 12–28쪽. ISBN 979-11-89438-12-8.[깨진 링크(과거 내용 찾기)]
- Jang, Yoon-hee (February 2005). 고대국어 연결어미 '遣'과 그 변화 [A Study of Old Korean Conjunctive Ending "-遣" and Its Change]. 《구결연구 (Kugyŏl Studies)》 14 (구결학회 (Society of Kugyŏl)). 123–146쪽. 2019년 8월 23일에 확인함.
- Jeon, Deog-jae (June 2012). 《Materials and Trends in the Study of Ancient Korean Wooden Slips》. 《The Review of Korean Studies》 15 (한국학중앙연구원). 167–197쪽. doi:10.25024/review.2012.15.1.005.
- Jung, Hyun-sook (December 2015). 용도로 본 통일신라 목간의 서풍 [Calligraphic Style of the Wooden Tablets of the United Silla by Use]. 《Keimyung Korean Studies Journal》 61 (계명대학교 한국학연구원). 37–84쪽. 2019년 9월 16일에 확인함.
- Kim, Chang-seok (June 2014). 《Ancient Korean Mokkan (Wooden Slips): With a Special Focus on Their Features and Uses》. 《Acta Koreana》 17. 193–222쪽. doi:10.18399/acta.2014.17.1.008. 2019년 9월 16일에 확인함.
- Kim, Ji-oh (February 2019). 고대국어 연결어미 연구의 현황과 과제 [The Present Conditions and Future Tasks of Old Korean Connective Suffix Research]. 《구결학회 학술대회 발표논문집》 56 (구결학회 (Society of Kugyŏl)). 113–131쪽. 2019년 8월 22일에 확인함.
- Kim, Wan-jin (1980).  鄕歌解讀法硏究. 서울: 서울대학교 출판부. ISBN 978-89-7096-014-2.
- ——— (1985).  特異한 音讀字 및 訓讀字에 대한 硏究 [Study on Unusual Directly-Adopted Logograms and Semantically-Adaopted Logograms)]. 《동양학(Dongyang Hak)》 15 (단국대학교 동양학연구원). 1–17쪽.
- Kim, Young-wook (February 2012). 古代國語의 處所格 '-良'에 對한 硏究 -八世紀의 金石文, 木簡, 角筆 資料를 中心으로 [On the Old Korean Locative Case Marker -a]. 《구결연구 (Kugyŏl Studies)》 28 (구결학회 (Society of Kugyŏl)). 33–50쪽. 2019년 8월 23일에 확인함.
- Kim, Yupum (February 2012). 고대국어 문법 연구의 회고 [A Survey of the Studies on Ancient Korean Grammar]. 《한국어학 (Korean Linguistics)》 55 (한국어학회 (The Association For Korean Linguistics)). 41–64쪽. 2019년 8월 22일에 확인함.
- Kwon, In-han (2005). 암기본(岩崎本) 『일본서기』의 성점(聲點)에 대한 일고찰 – 한국계 고유명사 자료를 중심으로 [A Study on Tone Marks of the Iwasaki Manuscript of Nihon Shoki – Focusing on the Proper Nouns of Korean Origin]. 《大東文化硏究 (Journal of Eastern Studies)》 52 (성균관대학교 대동문화연구원). 317–345쪽. 2019년 9월 20일에 확인함.
- ——— (August 2014). 東大寺圖書館藏 華嚴經의 각필로 본 신라한자음 [Silla Readings of Chinese Characters Seen From Stylus Marks on the Avatamsaka Sutra at the Tōdai-ji Library]. 《구결연구 (Kugyŏl Studies)》 33 (구결학회 (Society of Kugyŏl)). 133–159쪽. 2019년 9월 17일에 확인함.
- ——— (August 2016). 古代 韓國漢字音의 硏究(I) -최근 발굴된 角筆 聲點 資料를 중심으로- [A Study on the Old Sino-Korean – As Seen Through Recently Excavated Tone Mark Data of Unified Silla and Goryeo Dynasty -]. 《구결연구 (Kugyŏl Studies)》 37 (구결학회 (Society of Kugyŏl)). 5–38쪽. 2019년 9월 17일에 확인함.
- Lee, Iksop; Ramsey, S. Robert (2000). 《The Korean Language》. 미국 올버니: State University of New York Press. ISBN 978-0-7914-9130-0.
- Lee, Ki-Moon; Ramsey, S. Robert (2011). 《A History of the Korean Language》. 영국 케임브리지: Cambridge University Press. ISBN 978-1-139-49448-9.
- Lee, Peter H. (2003년 12월 18일). 〈Chapter 3: Hyangga〉.   Lee, Peter H. 《A History of Korean Literature》. 영국 케임브리지: Cambridge University Press. 66–87쪽. ISBN 978-1-139-44086-8.
- Lee, Seungjae (January 2015).  고대국어 2. 《학문연구의 동향과 쟁점》 4 (대한민국학술원). 39–71쪽.
- ——— (2017년 9월 25일).  木簡에 기록된 古代 韓國語 [목간에 기록된 고대 한국어]. 서울: 일조각. ISBN 978-89-337-0736-4.
- Lee, Yong (February 2015). ≪新羅村落文書≫'妻是子女子'의 해독에 관하여 [The Decipherment of Abstruse phrase in Idu]. 《구결연구 (Kugyŏl Studies)》 34 (구결학회 (Society of Kugyŏl)). 65–81쪽.
- Lim, Kyounghwa (April 2008). 식민지기 일본인 연구자들의 향가 해독: 차용체(借用體)에서 국문으로 [Decipherment of Hyangga by Japanese Scholars in Colonial Korea: From Borrowed Script to the National Script]. 《국어학 (Journal of Korea Linguistics)》 51 (국어학회 (The Society of Korea Linguistics)). 365–384쪽. 2019년 8월 24일에 확인함.
- Martin, Samuel E. (1996). 《Consonant Lenition in Korean and the Macro-Altaic Question》. 미국 호놀룰루: University of Hawaiʻi Press. ISBN 978-0-8248-1809-8.
- Miller, Roy Andrew (1979). 《Old Korean and Altaic》. 《Ural-Altaische Jahrbücher》 51. 1–54쪽.
- ——— (1987). 《Chinese Script in Korea and Japan》. 《Asian & Pacific Quarterly》 19. 1–18쪽.
- Miyake, Marc Hideo (1998). 〈Hyangchal: A modern view of an ancient script〉.   박병수, Park Byung-Soo; 윤혜숙, Yoon James Hye Suk. 《Selected papers from the 11th International Conference on Korean Linguistics》. 서울: 국제한국언어학회. 346–355쪽. ISBN 978-89-7735-506-4.
- ——— (2000). 《Orthographic alternation evidence for the languages of the Three Kingdoms》. Permanent International Altaistic Conference. 벨기에 라나켄. 1–18쪽.
- Nam, Pung-hyun (1995). 이두(吏讀) [이두]. 《한국민족문화대백과사전》. 2019년 9월 2일에 확인함.
- ——— (August 2003). 古代國語의 時代 區分 [고대 국어의 시대 구분]. 《구결연구 (Kugyŏl Studies)》 11 (구결학회 (Society of Kugyŏl)). 1–22쪽. 2019년 8월 18일에 확인함.
- ——— (February 2010). 獻花歌의 解讀 [헌화가의 해독]. 《구결연구 (Kugyŏl Studies)》 24 (구결학회 (Society of Kugyŏl)). 63–75쪽. 2019년 8월 21일에 확인함.
- ——— (February 2012). 『三國遺事』의 鄕歌와 『均如傳』 鄕歌의 文法 比較 [삼국유사의 향가와 균여전 향가의 문법 비교]. 《구결연구 (Kugyŏl Studies)》 28 (구결학회 (Society of Kugyŏl)). 5–32쪽. 2019년 8월 22일에 확인함.
- ——— (2012년 5월 17일). 〈Chapter 3: Old Korean〉.   Tranter, Nicolas. 《The Languages of Japan and Korea》. Routledge. 41–73쪽. ISBN 978-0-415-46287-7.
- ——— (February 2013). 東大寺 所藏 新羅華嚴經寫經과 그 釋讀口訣에 대하여 [도다이지 소장 신라 화엄경 사경과 그 석독구결에 대하여]. 《구결연구 (Kugyŏl Studies)》 30 (구결학회 (Society of Kugyŏl)). 53–79쪽. 2019년 9월 17일에 확인함.
- ——— (June 2018). <兜率歌>와 <祭亡妹歌>의 새로운 解讀 [도솔가와 제망매가의 새로운 해독]. 《진단학보 (The Chin-Tan Hakpo)》 130 (진단학회 (The Chin-Tan Society)). 1–26쪽. doi:10.31735/CTH.2018.06.130.1. S2CID 189625486. 2019년 8월 23일에 확인함.
- ——— (February 2019). 안민가(安民歌)의 새로운 해독 [안민가의 새로운 해독]. 《구결연구 (Kugyŏl Studies)》 42 (구결학회 (Society of Kugyŏl)). 33–49쪽. 2019년 8월 22일에 확인함.
- “고대 한국어”. 《링귀스트 리스트》. 2016년 3월 11일. 2014년 12월 21일에 원본 문서에서 보존된 문서. 2019년 8월 19일에 확인함.
- O'Rourke, Kevin (2006). 《The Book of Korean Poetry: Songs of Shilla and Koryŏ》. 미국 아이오와 시티: Iowa University Press. ISBN 978-1-58729-510-2.
- 박창원, Park Chang-won (2002).  고대국어 음운 (1). 경기도 파주시: 태학사. ISBN 978-89-7626-764-1.
- 박동규, Park Dong-Gyu (1995).  고대국어 음운연구 I. 전라북도 전주시: 전주대학교 출판부. ISBN 978-89-85644-04-4.
- 박재민, Park Jae-Min (2018). 향가 해독 100년의 연구사 및 전망 -향찰 체계의 인식과 古語의 발굴 정도를 중심으로- [향가 해독 100년의 연구사 및 전망: 향찰 체계의 인식과 고어의 발굴 정도를 중심으로]. 《한국시가연구 (Korean Classical Poetry Studies)》 45 (한국시가학회 (Korean Classical Poetry Association)). 49–113쪽. doi:10.32428/poetry.45..201812.49.
- 박용식, Park Yongsik (February 2005). 삼국유사에 수록된 향가에 나타난 언어의 시대적 특징 고찰 [삼국유사에 수록된 향가에 나타난 언어의 시대적 특징 고찰]. 《구결연구 (Kugyŏl Studies)》 14 (구결학회 (Society of Kugyŏl)). 173–195쪽. 2019년 8월 23일에 확인함.
- Pellard, Thomas (2005). 《Koguryo, the Language of Japan's Continental Relatives: An Introduction to the Historical-Comparative Study of the Japanese-Koguryoic Languages with a Preliminary Description of Archaic Northeastern Middle Chinese (review)》. 《Korean Studies》 29 (University of Hawaiʻi Press). 167–170쪽. doi:10.1353/ks.2006.0008.
- Qian, Youyong (2018). 《A Study of Sino-Korean Phonology: Its Origin, Adaptation and Layers》. Routledge. ISBN 978-1-138-24164-0.
- Ramsey, S. Robert (1991년 1월 1일). 〈Proto-Korean and the Origin of Korean Accent〉.   Boltz, William G.; Shapiro, Michael C. 《Studies in the Historical Phonology of Asian Languages》. John Benjamins Publishing. 215–239쪽. ISBN 978-90-272-3574-9.
- Ramsey, S. Robert (October 2004). 《Accent, Liquids, and the Search for a Common Origin for Korean and Japanese》. 《Japanese Language and Literature》 38 (American Association of Teachers of Japanese). 339–350쪽. doi:10.2307/4141294. JSTOR 4141294.
- Seth, Michael J. (2011). 《A History of Korea: From Antiquity to the Present》. 미국 라넘: Rowman & Littlefield Publishers. ISBN 978-0-7425-6715-3.
- 신중진, Shin Joong-jin (August 1998). 말음첨기(末音添記)의 생성과 발달에 대하여 -음절말 자음 첨기를 중심으로- [말음첨기(末音添記)의 생성과 발달에 대하여 -음절말 자음 첨기를 중심으로-]. 《구결연구 (Kugyŏl Studies)》 4 (구결학회 (Society of Kugyŏl)). 85–114쪽. 2019년 8월 23일에 확인함.
- Sohn, Ho-min (2001). 《The Korean Language》. Cambridge Language Surveys. 영국 케임브리지: Cambridge University Press. ISBN 978-0-521-36943-5.
- ——— (2015). 〈Chapter 25: Middle Korean〉.   Brown, Lucien; Yeon, Jaehoon. 《The Handbook of Korean Linguistics》. John Wiley & Sons. 439–459쪽. ISBN 978-1-119-01687-8.
- 서종학, Suh Jong-hak (August 2011). 吏讀의 개념과 성격 [이두의 개념과 성격]. 《구결연구 (Kugyŏl Studies)》 27 (구결학회 (Society of Kugyŏl)). 27–56쪽. 2019년 8월 23일에 확인함.
- 성호경, Sung Ho-kyung (September 2006). <제망매가(祭亡妹歌)>의 시세계 [제망매가의 시 세계]. 《국어국문학 (Korean Language and Literature)》 143 (국어국문학회 (Society of Korean Language and Literature)). 273–304쪽. 2019년 9월 1일에 확인함.
- Vovin, Alexander (1995). 《Once Again on the Accusative Marker in Old Korean》. 《Diachronica》 12. 223–236쪽. doi:10.1075/dia.12.2.04vov. 2019년 8월 18일에 확인함.
- ——— (2002). 《A Reference Grammar of Classical Japanese Prose》. RoutledgeCurzon. ISBN 978-0-7007-1716-3.
- ——— (2005). 《Koguryŏ and Paekche: Different Languages or Dialects of Old Korean? The Evidence from Texts and Neighbors》 (PDF). 《Journal of Inner and East Asian Studies》 2. 108–140쪽. 2009년 2월 26일에 원본 문서 (PDF)에서 보존된 문서. 2019년 8월 19일에 확인함.
- ——— (2010). 《Koreo-Japonica: A Re-evaluation of a Common Genetic Origin》. Hawaiʻi Studies on Korea. 미국 호놀룰루: University of Hawaiʻi Press. ISBN 978-0-8248-3278-0.
- ——— (October 2013). 〈Chapter 12: The Mongolian Names for ‘Korea’ and ‘Korean’ and Their Significance for the History of the Korean Language〉.   Sohn, Sung-Ock; Cho, Sungdai; You, Seok-Hoon. 《Studies in Korean Linguistics and Language Pedagogy: Festschrift for Ho-min Sohn》. 서울: 고려대학교 출판부. 200–206쪽. ISBN 978-89-7641-830-2.
- ——— (2015). 《On The Etymology of Middle Korean psʌr 'rice'》. 《Türk Dilleri Araştırmaları》 25 (튀르키예 이스탄불). 229–238쪽. 2019년 9월 22일에 확인함.
- 위궈펑, Wei Guofeng (February 2014). '只'와 '支'의 음독에 대하여 [지(只)와 지(支)의 음독에 대하여]. 《국어학 (Journal of Korea Linguistics)》 66 (국어학회 (The Society of Korea Linguistics)). 165–196쪽. 2019년 8월 23일에 확인함.
- ——— (February 2014). '叱'의 음독 유래에 대하여 [질(叱)의 음독 유래에 대하여]. 《구결연구 (Kugyŏl Studies)》 32 (구결학회 (Society of Kugyŏl)). 49–79쪽. 2019년 8월 23일에 확인함.
- ——— (2017년 11월 24일).  고대 한국어 음운체계 연구 -전승 한자음을 대상으로-. 경기도 파주시: 태학사. ISBN 978-89-5966-933-2.
- Whitman, John B. (September 2011). 《The Ubiquity of the Gloss》 (PDF). 《Scripta》 3 (훈민정음학회). 95–121쪽. S2CID 14896348. 2019년 2월 25일에 원본 문서 (PDF)에서 보존된 문서. 2019년 9월 17일에 확인함.
- ——— (2014). 〈Présentation du projet Reading Classical texts in the Vernacular〉 (PDF).   Whitman, John B.; Cinato, Franck. 《Lecture vernaculaire des textes classique Chinois/Reading Classical texts in the Vernacular》. Histoire Epistémologie Langage 36. 파리: Laboratoire Histoire des Théories Linguistiques (Université Paris Diderot). 1–21쪽.
- ——— (2015). 〈Chapter 24: Old Korean〉.   Brown, Lucien; Yeon, Jaehoon. 《The Handbook of Korean Linguistics》. John Wiley & Sons. 421–439쪽. ISBN 978-1-119-01687-8.
- 양희철, Yang Hee-cheol (July 2016). 향찰 '叱'의 한자음과 속격 '-시' [향찰 '질(叱)'의 한자음과 속격 '-시']. 《언어학연구 (Studies in Linguistics)》 40 (한국중원언어학회 (The Joongwon Linguistic Society of Korea)). 113–139쪽. doi:10.17002/sil..40.201607.113. 2019년 8월 23일에 확인함.
- 윤선태, Yoon Seon-tae (December 2016). 한국 고대목간의 연구현황과 과제 [한국 고대목간의 연구 현황과 과제]. 《신라사학보》 38 (신라사학회 (Society for the Studies of Silla History)). 387–421쪽. 2019년 9월 16일에 확인함.